# Walter Schallreuter
Walter Schallreuter (* 24. März 1895 in Berlin; † 16. April 1975 in Greifswald) war ein deutscher Physiker und Hochschullehrer. Sein Forschungsgebiet war die Gasentladungsphysik.

## Leben
Schallreuter studierte in Berlin Chemie und Physik, u. a. bei Walther Nernst und Max Planck. Bei Nernst promovierte er 1923 mit der Arbeit Erzeugung elektrischer Glimmlichtschwingungen in Röhren mit Edelgasfüllungen, welche unter dem Titel Über Schwingungserscheinungen in Entladungsröhren in einer Vieweg-Reihe als Buch erschien.
Von 1929 bis 1945 war Schallreuter als Physiker in der Beleuchtungs- und Röhrenindustrie tätig.
Während der dabei zehn Jahre Aufenthalt in London, wo Schallreuter eine Glühlampenfabrik (zumindest zuletzt) auch geleitet hat, erschienen auch zwei Auflagen seines Buches über Neonröhren, das eines der vier namhaften Bücher jener Zeit zu diesem Thema war. 1939 kehrte er mit Familie nach Deutschland zurück, wo er sich nach Aufenthalten in Saarbrücken, Coburg, Berlin, Kalisch (Warthegau) und Ilmenau 1946 in Greifswald ansiedelte. 1946 begann er als wissenschaftlicher Assistent an der Ernst-Moritz-Arndt-Universität Greifswald zu arbeiten, habilitierte sich und wurde am 1. November 1946 Dozent. In der zweiten Dezemberhälfte 1946 hat eine russische Kommission  im Rahmen von Reparationsforderungen listenmäßig nach Wissenschaftlern der Universität Greifswald gesucht, die zur Forschungsübersiedelung in der UdSSR aufgefordert werden könnten. Darunter waren die Physiker Rudolf Seeliger und Walter Schallreuter sowie der Chemiker Gerhart Jander. Laut dem Buch von Ewert/Ewert gibt es bei Schallreuter aus den Unterlagen im Universitätsarchiv aber keine Hinweise auf eine darauf erfolgte Tätigkeit für die sowjetische Seite.
Ende 1947 wurde Schallreuter zum außerordentl. Professor berufen, und war von 1955 bis 1961  Ordentl. Professor und Direktor des Physikalischen Institutes (als Nachfolger von Rudolf Seeliger). In den Jahren 1955 bis 1960 war er auch Dekan der Mathematisch-Naturwissenschaftlichen Fakultät (als Nachfolger von Willi Rinow).
Schallreuter starb kurz nach seinem 80. Geburtstag in Greifswald, sein Grab befindet sich auf dem Friedhof des dortigen Stadtteils Eldena. Walter Schallreuter ist der Vater des Geologen und insbesondere Geschiebeforschers Roger Schallreuter (1937–2013).

## Wirken aus Lehrbuch-Herausgeber und -Autor
Schallreuter hat nach dem Zweiten Weltkrieg  das Physik-Lehrbuch von Ernst Grimsehl für den Leipziger B. G. Teubner Verlag fortgeführt, sein Herausgeber-Vorgänger war Rudolf Tomaschek. In den Jahren 1951 bis 1975 hat Schallreuter insgesamt 23 Einzelbuchauflagen herausgegeben, zumeist ohne Koautoren.
Dem ersten Band Mechanik, Wärmelehre, Akustik fügte Schallreuter ein Kapitel zur Vektorrechnung hinzu, vom zweiten Band Elektromagnetisches Feld, Optik spaltete er die Optik als selbständigen dritten Band ab, in welchem er u. a. die Hypothese eines Äthers als widerlegt klärte. Im Unterschied zu den ersten drei Bänden, die mehr der klassischen Physik gewidmet waren, hatte der erstmals 1959 aufgelegte vierte Band Struktur der Materie bis zu zehn Koautoren, die die Teilgebiete der nicht mehr klassischen Physik darstellten.
Ebenfalls ab dem Jahre 1951 hat Schallreuter ein eigenes Lehrbuch Einführung in die Physik geschrieben, anfangs in drei Bände gegliedert, später auf zwei verdichtet:
Bd. 1: Mechanik und Wärmelehre (bis 7. Aufl. – 1970)
Bd. 2: Elektrizitätslehre, Optik und Atomphysik (bis 3., verb. und erw. Aufl. – 1968)

## Schriften
- als Herausgeber: Grimsehl – Lehrbuch der Physik (4 Bde.), B. G. Teubner Verlag, Leipzig, 1951–1975

- Einführung in die Physik (3, später 2 Bde.), Wilhelm-Knapp-Verlag Halle (Saale) (bis 1958) bzw. später Fachbuchverlag Leipzig (ab 1963), 1951–1970

- Rudolf Seeliger 70 Jahre. In: Phys. Blätter. Band 12, Nr. 12, 1956, S. 558–559, doi:10.1002/phbl.19560121207.

- Die Geschichte des physikalischen Instituts der Universität Greifswald. In: Univ. Greifswald (Hrsg.): Festschrift zur 500-Jahrfeier der Universität Greifswald. Band 2. Ernst Moritz Arndt-Universität, Greifswald 1956, S. 456–462.